# Elefante (álbum de Elefante)
Elefante es el tercer álbum de la banda de rock mexicana Elefante. Fue el único trabajo grabado con Jorge Guevara, quien sustituyó a Reyli Barba como cantante, tras la renuncia de este último en 2003. Posteriormente, Jorge Guevara también dejaría la agrupación tras un concierto en el Auditorio Nacional, en 2006.
Este álbum fue nominado en los Premios Grammy Latino de 2005 en la categoría: Mejor Álbum Vocal Pop Dúo o Grupo.

## Lista de canciones
| Elefante |                                 |                                                                                          |          |  |
| N.º      | Título                          | Escritor(es)                                                                             | Duración |  |
| 1.       | «Ángel»                         | Rafael López Arellano · Flavio López Arellano · Luis Portela · Jorge Guevara             | 4:50     |  |
| 2.       | «Durmiendo con la Luna»         | Rafael López Arellano                                                                    | 4:19     |  |
| 3.       | «Mentirosa»                     | Rafael López Arellano                                                                    | 4:05     |  |
| 4.       | «Encrucijada»                   | Rafael López Arellano                                                                    | 4:34     |  |
| 5.       | «Estoy Loco»                    | Rafael López Arellano                                                                    | 4:22     |  |
| 6.       | «Píntame de Azul»               | Rafael López Arellano                                                                    | 4:29     |  |
| 7.       | «Déjate Seguir»                 | Rafael López Arellano · Flavio López Arellano · Iván Antonio Súarez López · Luis Portela | 4:39     |  |
| 8.       | «Pinta tu Raya»                 | Rafael López Arellano · Flavio López Arellano                                            | 4:23     |  |
| 9.       | «Ven»                           | Rafael López Arellano                                                                    | 4:14     |  |
| 10.      | «Contigo»                       | Rafael López Arellano                                                                    | 3:32     |  |
| 11.      | «Contra Corriente»              | Rafael López Arellano · Flavio López Arellano · Iván Antonio Súarez López · Luis Portela | 4:00     |  |
| 12.      | «Sí Tú Quieres»                 | Rafael López Arellano                                                                    | 5:25     |  |
| 13.      | «Píntame de Azul» (ft. Soledad) | Rafael López Arellano                                                                    | 4:34     |  |

## Personal
- Jorge Guevara: voz, coros, líricas, arreglos
- Rafael López Arellano: guitarra eléctrica, arreglos
- Flavio López Arellano «Ahis»: guitarra acústica, arreglos
- Luis Portela «Gordito Tracks»: bajo, teclados, arreglos
- Iván Antonio Suárez «Iguana»: batería, arreglos

Músicos invitados
- Soledad: segunda voz en «Píntame de Azul»